# Mischief Films

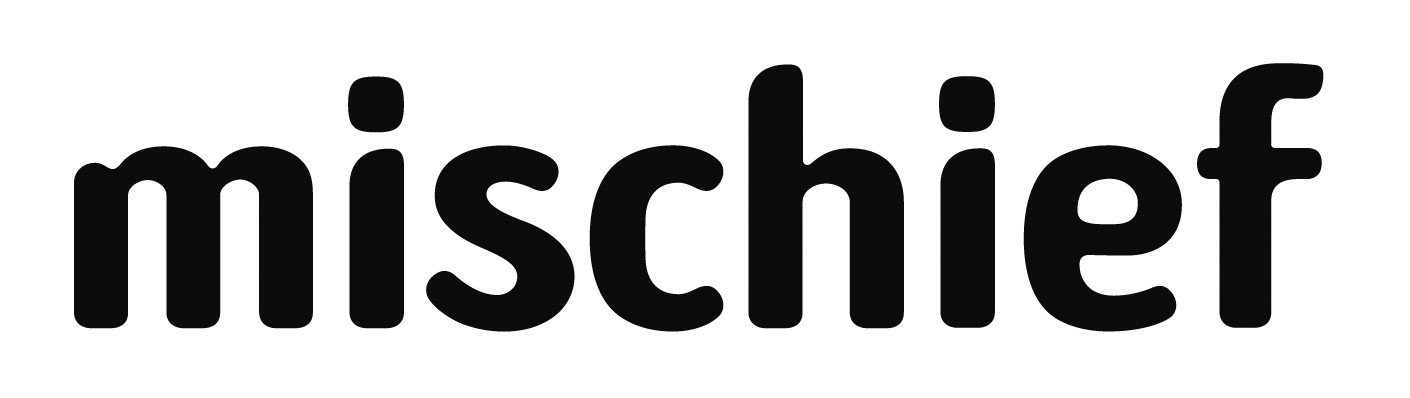
Logo von Mischief Films

Mischief Films ist eine österreichische Filmproduktionsgesellschaft mit Sitz in Wien-Innere Stadt. Das Unternehmen wurde 2002 von den Produzenten Georg Misch und Ralph Wieser gegründet. Schwerpunkt der Unternehmenstätigkeit sind Dokumentarfilme für Kino und Fernsehen, sowohl in Eigenproduktion gemeinsam mit ausländischen Filmgesellschaften als auch in Auftragsproduktion für Fernsehanstalten, sowie Werbe- und Industriefilme für private Auftraggeber.
Mischief Films ist Mitglied bei den Interessensverbänden der Filmproduzenten Association of Austrian Filmproducers (AAFP), den Dokumentarfilmschaffenden dok.at und dem European Documentary Network (EDN).

## Produktionen

### Fertiggestellte Filme
| Jahr                       | Titel | Regie                                        | Dauer     | Festivals | Preise |
| -------------------------- | --- | -------------------------------------------- | --------- | --- | --- |
| 2024 (A/BE)                | Narben eines Putsches                                                                                           | Nathalie Borgers                             | 102'      | - Internationale Filmfestspiele Berlin 2024 | |
| 2024 (A/IT/SVK/HRV/CZ/TWN) | Wishing on a Star                                                                                               | Peter Kerekes                                | 100'      | - Filmfestspiele Venedig 20224 | |
| 2024 (A/CZE/SVK)           | I'm Not Everything I Want To Be                                                                                 | Klára Tasovská                               | 90'       | - Internationale Filmfestspiele Berlin 2024 - CPH:DOX 2024 - DOK.fest München 2024 - Karlovy Vary International Film Festival 2024 | |
| 2024 (A/CH)                | SPHERES | Daniel Zimmermann                            | 90'       | - Karlovy Vary International Film Festival 2024 | |
| 2024 (A)                   | 24 Stunden | Harald Friedl                                | 100'      | - Diagonale 2024 - DOK.fest München 2024 - Fünf Seen Festival 2024 | |
| 2024 (A/DE)                | Henry Fonda for President                                                                                       | Alexander Horwath                            | 184'      | - Welturaufführung: Berlinale 2024 - BAFICI Buenos Aires 2024 - DOK.fest München 2024 - JEONJU International Film Festival 2024 - Il Cinema Ritrovato, Bologna 2024 - Dokudays Kiew 2024 - Midnight Sun Film Festival Sodankylä 2024 - FICUNAM Mexico City 2024 - Jerusalem International Film Festival 2024 | |
| 2024 (A/IT)                | Personale | Carmen Trocker                               | 90'       | | |
| 2023 (A/DE/CH)             | Johnny & Me – Eine Zeitreise mit John Heartfield                                                                | Katrin Rothe                                 | 100'      | - Annecy Festival 2023 - DOK Leipzig Festival 2023 - BEJING INTERNATIONAL FILMFESTIVAL 2024 - ITFS - International Animation Festival Stuttgart - trickywoman 2024 | |
| 2023 (A/DE)                | 27 Storeys - Alterlaa Forever                                                                                   | Bianca Gleissinger                           | 82'       | - 44. Filmfestival Max Ophüls Preis 2023 - Diagonale - Festival des österreichischen Films 2023 - Dok.Fest München 2023 - Filmfestival Achtung Berlin 2023 - Filmkunstfest Mecklenburg-Vorpommern, Schwerin 2023 | - Beste Bildgestaltung - Diagonale 2023 |
| 2022 (A)                   | Zusammenleben                                                                                                   | Thomas Fürhapter                             | 90'       | - Diagonale, Festival des österreichischen Films (Beste Bildgestaltung) - Wien - this human world International Human Rights Film Festival - Kassel Dokumentarfilm & Videofestival - Duisburger Filmwoche - Belgrade - Free Zone Human Rights Film Festival - Freistadt - Festival Der Neue Heimatfilm - Sarajevo - Int. Film Festival - München - Int. Dokumentarfilmfestival - Bjelovar - DOKU.ART Festival | - DOK.fest München 2022: VIKTOR.deutsch - Diagonale 2022: Beste Bildgestaltung - Filmkunstfest Mecklenburg-Vorpommern/Schwerin: Bester Dokumentarfilm |
| 2020 (A/DE)                | An Impossible Project                                                                                           | Jens Meurer                                  | 93'       | - IFF Rotterdam 2020 - Thessaloniki Doc Fest 2020 - Istanbul Film Festival 2020 - Cork FF 2020 - DOC NYC 2020 - IFFI Goa 2021 | |
| 2019 (A)                   | Twin Towns – In der Ferne so nah (Fernsehserie)                                                                 | Georg Misch                                  | 5x26'     | | |
| 2019 (A)                   | Bewegungen eines nahen Bergs                                                                                    | Sebastian Brameshuber                        | 86'       | - Cinéma du Réel Paris, France, 2019 - Diagonale - Festival of Austrian Film, Austria, 2019 - Art of the Real, New York/USA, 2019 - Crossing Europe Film Festival Linz, Austria, 2019 - Dokufest Prizren, (Int’l Competition), Kosovo, 2019 - Open City London, (Int’l Competition), United Kingdom, 2019 - Hamburg Filmfest, Germany, 2019 - Duisburger Filmwoche, Germany, 2019 - Mostra de Cine de Lanzarote, Spain, 2019 - Reykjavik IFF, Iceland, 2019 - DocLisboa, Portugal, 2019 - Mostra de São Paulo, Brazil, 2019 - Jihlava, Czech Rep., 2020 | - CINÉMA DU RÉEL 2019 Grand Prix - DIAGONALE 2019 Best Cinematography - CROSSING EUROPE 2019 – Local Artist - OPEN CITY DOCUMENTARY FESTIVAL 2019 - WIENER FILMPREIS 2019 - Spezialpreis der Jury - DUISBURGER FILMWOCHE 2019 - 3sat-Dokumentarfilmpreis - FILMFEST HAMBURG 2019 - Politischer Film der Friedrich-Ebert-Stiftung - Nominierung ÖSTERREICHISCHER FILMPREIS 2020 - Bester Dokumentarfilm |
| 2018 (A)                   | Neue Meister, altes Handwerk (Fernsehserie)                                                                     | Georg Misch                                  | 5x26'     | | |
| 2018 (A)                   | Bruder Jakob, schläfst du noch?                                                                                 | Stefan Bohun                                 | 80'       | - 39. Filmfestival Max Ophüls Preis 2018 - Mumbai International Film Festival 2018 - Diagonale - Festival des Österreichischen Films 2018 - Vision de Réel, Nyon 2018 - Dok.Fest München 2018 - Festival international du film de Nancy 2018, FR - Filmfestival Kitzbühel 2018 - Kasseler Dokfest 2018 - ZINEBI Film Festival 2018, ES - Int. Filmwochenende Würzburg 2019 - Moscow Int. Documentary Film Festival DOKer 2019, RU - Trento FF 2019, IT - Elbe Dock FF 2019, CZ - CineEco Film Festival 2019, PT - Dolomitale FF 2019, IT - Bansko Film Festival 2019, BG | - Best Documentary - Mumbai International Film Festival 2018 - Audience Award - Moscow Int. Doc. Film Festival DOKer 2019 - Best Film (Exploration/Adventure) - Trento FF 2019 - Youth Award - CineEco Seia FF 2019 - Grand Prix - Bansko Film Festival 2019 |
| 2017 (A)                   | Was uns bindet                                                                                                  | Ivette Löcker                                | 102'      | - Diagonale - Festival of Austrian Film (2017) - Austrian Cinema Release - December 1st, 2017 | - Großer Diagonale-Preis für den besten Dokumentarfilm (2017) |
| 2016 (A)                   | Wastecooking - Staffel 2 (Fernsehserie)                                                                         | David Groß, Peter Sihorsch und Jakob Kubizek | 5x26'     | | |
| 2016 (FR/DE/A)             | Gutenberg - Genie und Geschäftsmann                                                                             | Marc Jampolsky                               | 90' & 52' | | ... |
| 2016 (A/GER)               | Girls Don't Fly                                                                                                 | Monika Grassl                                | 90'       | - Max Ophüls Preis 2016, Germany - Diagonale Graz 2016, Austria - Hot Docs Toronto 2016, Canada - Dok.fest München, Germany - Filmkunstfest Mecklenburg-Vorpommern, Germany - 10. Fünf-Seen Filmfestival, Germany - Achtung Berlin Filmfestival 2016, Germany | - Best Documentary Max Ophuels Preis 2016 |
| 2016 (A)                   | Cinema Futures                                                                                                  | Michael Palm                                 | 126'      | - 73rd Filmfestival Venice 2016 - Viennale 2016 Wien - DOK Leipzig 2016 - Duisburger Filmwoche 2016 - Doc Lisboa 2016 - Festival de Cine Europeo de Sevilla 2016 - Jihlava 2016 - Documentary Film/East Silver Market - Sevilla 2016 - Festival de Cine Europe - Istanbul - Int. Bosphorus Film Festival 2016 - Rotterdam 2017 - 46. Int. Filmfestival | ... |
| 2015 (A)                   | Wastecooking - Kochen was andere verschwenden (Fernsehserie)                                                    | Georg Misch, David Groß                      | 81' 5x26' | - DEAUVILLE Green Awards, France 2015 - INFF Innsbruck, Austria 2015 - IDFA Amsterdam, Netherlands 2015 - ECOCUP Moskau, Russia 2016 - GreenMe Filmfestival, Germany 2016 - Colorado Environmental Film Festival, U.S.A. 2016 - ZagrebDox, Croatia 2016 - Tartu World Film, Estonia 2016 - Cape Town Eco Film Festival, South Africa 2016 - Cinemazero Cultural Association, Italy 201 | - DEAUVILLE GREEN AWARDS 2015 Documentary Silver Award - CANNES TV & MEDIA AWARD 2015 Silver Dolphin - NaturVision 2016 Deutscher Umwelt- und Nachhaltigkeitsfilmpreis |
| 2014 (A)                   | Asmahan – Rauschende Nächte in Wien                                                                             | Azza El-Hassan                               | 71'       | - Beirut International Filmfestival 2015 | - Second Best Documentary |
| 2014 (A)                   | Wenn es blendet, öffne die Augen                                                                                | Ivette Löcker                                | 75'       | - Diagonale, Festival of Austrian Film, 2014, Austria | ... |
| 2014 (A)                   | Focus on Infinity                                                                                               | Joerg Burger                                 | 78'       | - Diagonale, Festival of Austrian Film, 2014, Austria - HotDocs, Canadian International Documentary Festival, 2014, Canada | ... |
| 2014 (A)                   | Der Fotograf vor der Kamera                                                                                     | Tizza Covi und Rainer Frimmel                | 75'       | - Diagonale, Festival of Austrian Film, 2014, Austria | ... |
| 2014 (A)                   | Der unsichtbare Mann                                                                                            | Georg Misch, Úna Ní Dhonghaíle               | 52'       | | ... |
| 2013 (A)                   | Die Bühnen des Richard Teschner (Auftragswerk für das Österreichische Theatermuseum und das Filmarchiv Austria) | Georg Misch                                  | 165'      | | ... |
| 2012 (A)                   | Gott und Vaterland                                                                                              | Georg Misch                                  | 34'       | | - Nominierung: Civis Media Prize |
| 2012 (A)                   | Wüstenschiffe – Von Kamelen und Menschen                                                                        | Georg Misch                                  | 52'       | | ... |
| 2012 (A)                   | Nr. 7 | Michael Schindegger                          | 87'       | - Diagonale, Festival of Austrian Film, 2012, Austria - Pravo Ljudski 2012, Bosnien und Herzegowina | ... |
| 2010 (A)                   | Albert Schweitzer – Anatomie eines Heiligen                                                                     | Georg Misch                                  | 60'/87'   | - Biarritz Fipatel - Al Jazeera, Doha | ... |
| 2010 (A)                   | Nachtschichten                                                                                                  | Ivette Löcker                                | 97'       | - Duisburger Filmwoche 2010, Germany - Biarritz FipaTel Market 2010, France - Diagonale, Festival of Austrian Film, 2011, Austria - Wisconsin Film Festival 2011, USA - Achtung Berlin 2011, Germany - 5 Seen Festival, 2011, Germany - Film Festival Insko, 2011, Poland - Doc Lisboa, 2011, Portugal - Anthology Film Archives, New York | - Diagonale Preis für den besten Dokumentarfilm |
| 2009 (A)                   | Die fünf Himmelsrichtungen                                                                                      | Fridolin Schönwiese                          | 94'       | (Auswahl) - Viennale - Vienna Internationale Film Festival - Morelia Int. Filmfestival Mexiko - Icaro Filmfestival Guatemala - Int. Documentary Filmfestival, Thessaloniki - Duisburger Filmwoche - Int. Filmfestival Innsbruck | - 3Sat Preis für den besten Dokumentarfilm, Duisburger Filmwoche - Bester Dokumentarfilm, IFFI, Int. Filmfestival Innsbruck |
| 2009 (A/SK/CZ)             | Cooking History                                                                                                 | Peter Kerekes                                | 88'       | (Auswahl) - Visions du Réel, Nyon - Buenos Aires, Int. Filmfestival - Hot Docs Toronto - Planet Doc View, Poland - Silverdocs Washington - Karlovy Vary, Tschechien - Sarajewo Filmfestival - Vancouver Filmfestival - Haifa Int. Filmfestival | (Auswahl) - Nominiert für den europ. Filmpreis, PRIX ARTE - Special Jury Price - Int. Feature Hot Docs, Toronto - Wiener Filmpreis, Viennale - The FIPRESCI Jury Award, Dok Leipzig - Award for best Documentary, Sofia - Golden Hugo Award, Best Documentary Chicago Filmfestival |
| 2009 (A/HR/MR)             | Cash & Marry | Atanas Georgiev                              | 76'       | (Auswahl) - Visions du Réel, Nyon - Int. Human Rights Documentary Filmfestival, Ukraine - Hot Docs, Toronto - Dok Leipzig, Germany - Sarajevo International Film Festival - IDFF flahertiana, Russland - Global Visions Film Festival, Canada - Kasseler Dokumentarfilm und Videofest - Baltic Sea Forum for Documentaries, Latvia - Bursa International Silk Road Film Festival, Türkei - Cleveland International Film Festival, USA - Diagonale, Festival of Austrian Film, 2009, Austria | - Visions du Réel, Jury Regard Neuf - Nominierung: Civis Media Prize - 7th International Human Rights Documentary Filmfestival, Ukraine - Preis der österreichischen Erwachsenenbildung |
| 2008 (A)                   | Wolf Suschitzky - Fotograf und Kameramann                                                                       | Joerg Burger                                 | 21'       | - Diagonale, Festival of Austrian Film, 2008, Austria - Toronto Jewish Film Festival 2012, Canada | ... |
| 2008 (A)                   | Der Weg nach Mekka                                                                                              | Georg Misch                                  | 92'       | (Auswahl) - Visions du Réel, Nyon - Hot Docs, Toronto - Planete Doc, Warschau - Dubai Int. Filmfestival - Sarajewo Int. Filmfestival - São Paulo Filmfestival - Kasseler Dokumentarfilmfestival - Jakarta Int. Filmfestival - Duisburger Filmwoche | - Beste Kamera Dokumentarfilm, Diagonale - Planet Doc Festival, Warschau - Fida Doc, Marokko, Preis der Jury |
| 2008 (A)                   | Pharao Bipolar                                                                                                  | Bernhard Braunstein, David Groß              | 60'       | - Diagonale, Festival of Austrian Film, 2008, Austria | - Diagonale, Preis der Jury der Diözese Graz-Seckau |
| 2006 (A)                   | Ich muss dir was sagen                                                                                          | Martin Nguyen                                | 65'       | - Vision du Réel, Nyon | ... |
| 2006 (GB/A/NL)             | The Pervert’s Guide to Cinema                                                                                   | Sophie Fiennes                               | 150'      | (Auswahl) - Rotterdam Int. Filmfestival (Weltpremiere) - Sydney Filmfestival - Karlovy Vary Filmfestival - Melbourne Int. Filmfestival - Toronto Int. Filmfestival (Nordamerikapremiere) - Int. Vancouver Filmfestival - Sheffield Int. Documentary Filmfestival - CPH:DOX, Kopenhagen - Eurodoc Festival - Marseille Int. Documentary Filmfestival - FIPA, Paris | ... |
| 2006 (A/NL)                | Miss Universe 1929 – Lisl Goldarbeiter. A Queen in Wien                                                         | Péter Forgács                                | 70'       | (Auswahl) - Viennale - Vienna Internationale Film Festival - FIPA, Paris - UIDFF Ukraine - Hot Docs Toronto - Tribeca Filmfestival New York - JIFF Korea - Documenta Madrid - Krakow Filmfestival - Bellaria Filmfestival - Sydney Filmfestival - Jerusalem Int. Filmfestival - MILL Valley Filmfestival, Californien - Leeds Filmfestival - Filmmaker Filmfestival, Mailand - It's All True Festival, Brasilien | - Focal Int. Award: "Award for Best Use of Footage in Factual Productions" - Nominierung: FIAT/IFTA Award (Int. Federation of Television Archives), Lissabon |
| 2006 (A)                   | No Name City | Florian Flicker                              | 86'       | (Auswahl) - Diagonale, Festival of Austrian Film, 2006, Austria - DOK Leipzig, Germany, 2006 - Internationale Hofer Filmtage, Germany, 2006 - Doc Lisboa, Portugal, 2007 - Festival Européen de 4 Ecrans, France, 2007 - International Film Festival Piestany, Slovakia, 2008 | ... |
| 2004 (A/USA)               | Edgar G. Ulmer – Der Mann im Off                                                                                | Michael Palm                                 | 77'       | - FIPA, Festival International de Programmes Audiovis - International Film Festival, Rotterdam - Int. Film Festival, Bratislava - Diagonale, Festival of Austrian Film, 2004, Austria - Crossing Europe Filmfestival, Linz - Tribeca Film Festival, New York - San Francisco Film Society's, Int. Filmfestival - Pacific Film Archive Berkeley - Toronto, Jewish Film Festival - Melbourne, International Film Festival - National Film Theatre London | ... |
| 2004 (A/GB/D)              | Calling Hedy Lamarr                                                                                             | Georg Misch                                  | 72'       | (Auswahl) - Locarno International Filmfestival (Lobende Erwähnung von der Jury „Semaine de la Critique“) - Viennale - Vienna Internationale Film Festival - Hamptons International Filmfestival, USA - Sevilla Festival de Cine - AFI Los Angeles International Filmfestival - Kasseler Dokumentarfilmfestival - Int. Filmfestival Bratislava - Filmfestival Max Ophüls Preis - Sarasota Filmfestival, USA - Filmfestival Göteborg - Adelaide Filmfestival, Australien - Diagonale, Festival of Austrian Film, 2004, Austria - Input, San Francisco - Split Filmfestival - Int. Filmfestival Kiew - East Silver Documentary Film Market Jihlava, CZ - EU-Filmfestival Kairo - Sofia Filmfestival der Koproduktionen | ... |